# Mabuya hispaniolae
Mabuya hispaniolae là một loài thằn lằn trong họ Scincidae. Loài này được Hedges & Conn mô tả khoa học đầu tiên năm 2012.